# Stor-Abborrtjärnen (Ockelbo socken, Gästrikland)
Stor-Abborrtjärnen är en sjö i Ockelbo kommun i Gästrikland och ingår i Gavleåns huvudavrinningsområde. Sjön är 6,4 meter djup, har en yta på 0,0643 kvadratkilometer och befinner sig 233,2 meter över havet.

## Delavrinningsområde
Stor-Abborrtjärnen ingår i det delavrinningsområde (675072-153464) som SMHI kallar för Mynnar i Gavleån. Medelhöjden är 228 meter över havet och ytan är 1,77 kvadratkilometer. Det finns inga avrinningsområden uppströms utan avrinningsområdet är högsta punkten. Vattendraget som avvattnar avrinningsområdet har biflödesordning 2, vilket innebär att vattnet flödar genom totalt 2 vattendrag innan det når havet efter 88 kilometer. Avrinningsområdet består mestadels av skog (91 procent). Avrinningsområdet har 0,07 kvadratkilometer vattenytor vilket ger det en sjöprocent på 3,7 procent.